# 상안초등학교
상안초등학교는 대한민국 울산광역시 북구에 있는 공립 초등학교이다.

## 학교 연혁
- 2005. 12. 30 상안초등학교 설립 인가 확정
- 2006. 9. 1 농서·동천초등학교에서 분리 개교, 37학급 편성(1250명)
- 2008. 3. 1 교과용도서 우리들은 1학년 실험학교 운영
- 2009. 3. 1 2007개정 교과용도서 현장 적합성 검토 연구학교 운영
- 2011. 3. 1 제2대 강두희 교장 취임
- 2012. 1. 17 학교평가 우수학교 선정, 교육감 표창 수상
- 2012. 12. 27 인성교육 실천 우수학교 선정 교육과학기술부 장관 표창
- 2014. 9. 1 제3대 한대원 교장 취임
- 2014. 12. 23 방과후교육 우수학교 선정, 선플달기운동 우수학교 선정
- 2015. 2. 13 제9회 180명 졸업(졸업생 총 수 1,844명)
- 2015. 3. 1 41(1)학급 편성 (1,077명)

## 참고 자료
- 상안초등학교 - 한국교육학술정보원 학교알리미